# Памятник императору Вильгельму I (Вроцлав)
Памятник императору Германии Вильгельму I (нем. Kaiser-Wilhelm-I.-Denkmal ) — монументальная скульптура императору Германии Вильгельму I верхом на коне, установленная в Бреслау на ул. Schweidnitzer Straße (ныне Вроцлав, ул. Свидницкая).
Автор памятника — скульптор Кристиан Беренс. Открыт в 1896 году. Являлся даром от  Нижней Силезии городу Бреслау. Местом для памятника было выбрано  расположение бывших городских ворот в средние века, рядом с Костёлом Божьего тела и центральным универмагом. 

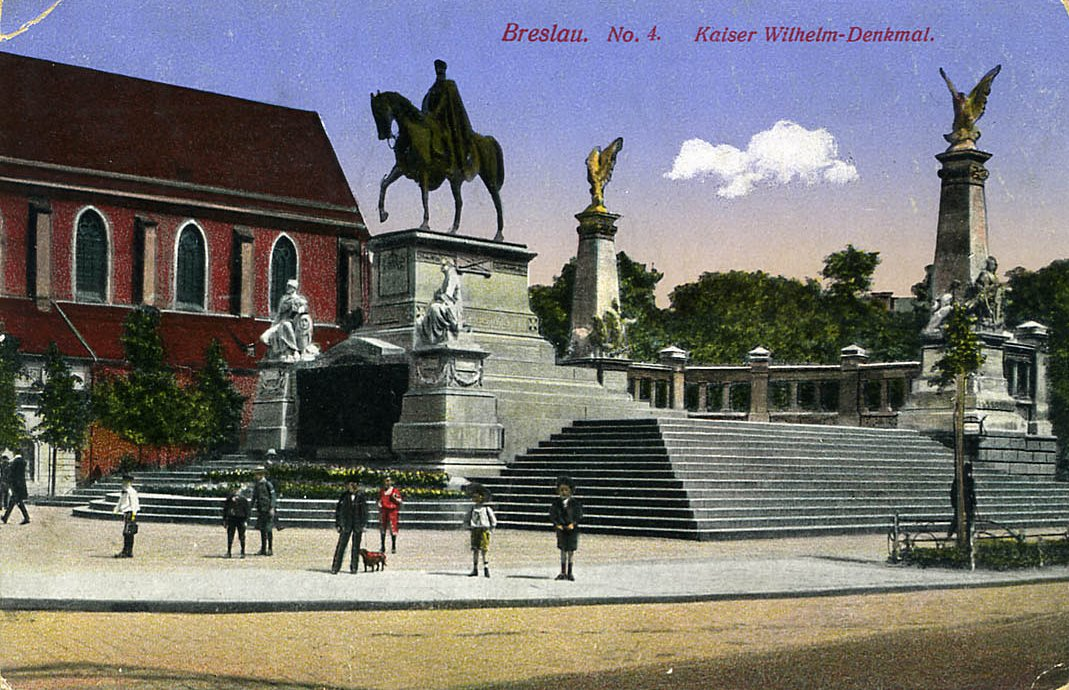
Памятник императору Германии Вильгельму I в Бреслау на архивной открытке

Фигура императора с лошадью высотой 6 метров были изготовлены из бронзы. Справа и слева от памятника были установлены две мраморные статуи, символизирующие искусство войны и искусство народа. Пьедестал был украшен большими рельефами с изображениями немецких князей, отдающих дань уважения Германии. 
За памятник стояли два мраморных обелиска, соединенные декоративной балюстрадой.
Конная статуя императора пережила Вторую мировую войну почти без разрушений. В октябре 1945 года памятник был взорван, бронзовое литье разрушено и расплавлено. Пьедестал вместе с декоративной лестницей был удалён несколько лет спустя. 
Ныне на этом месте установлен Памятник первому польскому королю Болеславу I Храброму.